# Georgette Chen
Pour les articles homonymes, voir Chen.
Georgette Chen, née Chang Li Ying (chinois simplifié : 张荔英 ; chinois traditionnel : 張荔英) est une peintre singapourienne connue pour ses peintures à l'huile influencées par le style postimpressionniste. Elle a été une pionnière des arts visuels à Singapour, et elle y a contribué à la naissance du style artistique Nanyang. Chen a également été enseignante et conférencière à l'Académie des Beaux-Arts de Nanyang de 1954 jusqu'à son hospitalisation. Elle est la première femme à avoir enseigné à l'Académie des Beaux-Arts de Nanyang (NAFA).

## Biographie
Chang est née en 1906, quatrième de 12 enfants - 10 filles et 2 garçons - dans la province de Zhejiang en Chine. Son père, Zhang Renjie (Chang Sen Chek), était un antiquaire qui faisait des affaires à Paris, à Londres et à New York. Il était un partisan de Sun Yat-sen et apportait un soutien financier à la cause révolutionnaire de Sun. Bien que vivant en Occident, le couple Chang était profondément enraciné dans son héritage chinois. Mme Chang n'autorisait ses enfants qu'à parler en mandarin à la maison, et M. Chang emmenait souvent sa famille lors de ses voyages réguliers en Chine pour soutenir la révolution de Sun, afin que ses enfants n'oublient jamais leur propre identité culturelle.
Née dans une famille privilégiée, Chang a été exposée à l'art dès son plus jeune âge. Pendant la plus grande partie de sa vie à Paris, elle peignait tous les jours chez elle, visitait des musées ou arpentait la ville. Chang fréquenta un lycée en Amérique et étudia l'art à l'Art Students League of New York pendant un an en 1926. Comme elle estimait que la vie parisienne lui convenait mieux, en 1927, elle rentra chez elle étudier à l'Académie Colarossi et à l'Académie Biloul à Paris. Bien que ses parents aient apporté un soutien financier pour son éducation artistique, ils n’ont jamais pleinement accepté sa décision de devenir une artiste professionnelle, convaincus que les artistes avaient du mal à réussir financièrement dans leur carrière.
Chang a rencontré Eugène Chen, diplomate chinois et ami de Sun Yat-sen. Amoureux des arts et de la musique, il appréciait profondément l'aspiration de Chang à devenir une artiste professionnelle. En 1930, Chang épouse Eugene Chen et se rend en Chine avec son mari. Elle est sa deuxième épouse après la mort de la première, Agatha Alphosin Ganteaume. La même année, Chen soumet pour la première fois une œuvre au Salon d'automne à Paris, et son travail est accepté. En 1936, elle expose au Salon de la Société nationale des beaux-arts[réf. nécessaire]. Lorsque la guerre sino-japonaise éclate, le couple est emprisonné. Eugene Chen décède à Shanghai en 1944, vers la fin de la Seconde Guerre mondiale.
Chen a reçu la médaille de la culture de Singapour en 1982. Elle est morte a la suite des complications d'une polyarthrite rhumatoïde le 15 mars 1993 à l'hôpital Mount Alvernia, après 11 ans de lutte contre cette maladie.

## Héritage et postérité
M. Lee Seng Gee, président de la Lee Foundation, a été nommé exécuteur testamentaire de Georgette Chen. En avril 1994, la maison de Chen dans la plaine de Siglap a été vendue aux enchères pour 2,8 millions de dollars. L’argent récolté lors de la vente est utilisé pour des bourses d’études en arts par le Conseil national des Arts. Une collection de peintures de Chen était rangée dans deux pièces de sa maison, et a été découverte par Lee. En juin 1994, Lee a fait don des 53 peintures récemment découvertes au Singapore Art Museum (SAM). Cela a amené un total de 104 peintures de Chen dans la collection du musée. Outre les dons provenant du produit de la vente de sa maison, les bénéfices provenant des investissements personnels en actions de Chen ont également été utilisés pour financer un nouveau bâtiment pour le Conseil des organisations féminines de Singapour (SCWO), ainsi que pour des projets de protection sociale pour la communauté malaise et pour le Practice Theatre Ensemble (fondé par Kuo Pao Kun ) afin de soutenir l’art théâtral chinois à Singapour.

## Dans la culture populaire
- En 2007, la comédie musicale Georgette du dramaturge Ng Yi-Sheng a été jouée par le Musical Theatre Ltd.
- En 2014, la Galerie nationale de Singapour a publié la bande dessinée de Sonny Liew, Warm Nights Deathless Days: The Life of Georgette Chen[8].
- Channel NewsAsia a produit un docudrame en trois parties avec l'actrice Rui En dans le rôle de Georgette Chen. La série en anglais, qui a également été adaptée en chinois, a été diffusée sur Channel NewsAsia, MediaCorp Channel 5 et MediaCorp Channel 8 en avril 2015[9].